# Romane
Romane, vlastním jménem Patrick Leguidecoq (* 1959 v Paříži) je jazzový kytarista.
Hraje stylem připomínajícím hru kytarové legendy Django Reinhardta. To mu však nezabránilo ve skládání mnoha vlastních a osobitých písní.
Jeho dílo lze popsat jako snahu nezůstat zaseknut v jednom stylu či žánru a snažit se postupovat vpřed, ať už volbou muzikantů nebo nástrojů. Také různě obměňuje formace skupiny - od dua po sextet. Spolupracoval s mnoha významnými gypsy-jazzovými hudebníky, např. Tchavolo Schmitt, Angelo Debarre nebo Stochelo Rosenberg.